# Rupia indonesiana
La rupia (in indonesiano rupiah) è la valuta dell'Indonesia, emessa e controllata dalla Bank Indonesia; il codice ISO 4217 è IDR. Il simbolo usato su tutte le banconote e monete è Rp. Il nome deriva della moneta indiana, la rupia. Informalmente gli Indonesiani usano anche la parola "perak" ('argento' in indonesiano) per riferirsi alla loro moneta. La rupia è suddivisa in 100 sen, anche se l'inflazione ha reso obsolete tutte le monete e banconote espresse in sen.
Le Isole Riau e la metà indonesiana della Nuova Guinea (Nuova Guinea Occidentale o Irian Barat) avevano la loro variante della rupia, ma sono state assorbite dalla rupia nazionale rispettivamente nel 1964 e nel 1971 (vedi rupia delle Riau e Rupia della Nuova Guinea Occidentale).
La Rupia indonesiana è stata utilizzata anche a Timor Est dal 1975 al 1999.

## Prima rupia, 1945-1965
La rupia fu introdotta la prima volta nel 1945. Durante la guerra d'indipendenza indonesiana (1945-1949), la rupia circolò accanto al fiorino delle Indie olandesi (comprese anche le emissioni del governo giapponese, la Javanese Bank (Java rupiah) e quelle del governo olandese (NICA gulden)) ed alla rupia delle Indie olandesi, che era stata emessa anche dal governo giapponese. Alla fine del 1949 la rupia della Repubblica aveva completamente sostituito tutte le altre valute presenti in Indonesia.

Le prime rupie

### Monete
Inizialmente le emissioni della rupia furono costituite solo da banconote. Le monete furono introdotte nel 1951 e nel 1952, con valori da 1, 5, 10, 25 e da 50 sen. Furono prodotte fino al 1961.

### Banconote
Il governo della "Republik Indonesia" introdusse la rupiah nel 1945 con banconote dai valori da 1 sen fino a 100 rupie. La banconota da 250 rupie fu aggiunta nel 1947. Una serie di banconote emesse nel 1948 incluse tagli inusuali come quelli da 40, 75 e 400 rupie. Nel 1950, il governo della "Republik Indonesia Serikat" emise i biglietti da 5 e 10 rupie. Questi furono seguiti tra il 1951 ed il 1961 da quelli da 1 2½ rupie emessi dal governo della Republik Indonesia. Nel 1952 la "Bank Indonesia" introdusse banconote con tagli da 5, 10, 25, 50, 100, 500 e 1000 rupie. Tutte le banconote, eccetto quella da 5 rupie, furono stampate dalla Johan Enschede en Zonen. La banconota da 5 rupie fu stampata da Thomas De La Rue & Co. Ltd., in Inghilterra.
Nel 1957 la Bank Indonesia emise nuove banconote (serie degli animali) con tagli da 5, 10, 25, 50, 100, 500, 1000, 2500 e 5000 rupie. I pezzi da 10 e 25 rupie di questa serie furono ritirati dopo aver circolato per pochi giorni e quello da 5000 rupie, anche se già stampato, non fu mai posto in circolazione. Tutte queste banconote furono stampate da Thomas De La Rue & Co. Ltd. e circolarono per poco tempo poiché poco dopo furono svalutate del 1/10.
Banconote della serie del 1958 furono stampate da P. T. Pertjetakan Kebajoran. Il biglietto da 5000 rupie di questa serie ha 2 varietà, marrone e violetto.
Nel 1959, la Bank Indonesia emise nuove banconote (serie dei fiori) con valori di 5, 10, 25, 50, 100, 500, 1000 e 2500 rupie. Queste banconote furono stampate da Thomas De La Rue & Co. Ltd., England. La banconota da 2500 rupie di questa serie non entrò mai in circolazione dopo la decisione di non usare più questo taglio. Solo poche prove in diversi colori esistono in collezioni private.

## Seconda rupia, 1965
Un'inflazione molto spinta provocò il 13 dicembre 1965 l'immissione della nuova rupia che fu introdotta con un tasso di 1000 vecchie rupie per una nuova rupia.
La crisi finanziaria asiatica del 1997-1998 ridusse improvvisamente il valore della rupia del 35% e fu una delle cause principali della caduta del governo del presidente Suharto. La rupia era stimata con un valore di 2000-3000 rupie per 1 dollaro statunitense, ma cadde fino a 16.800 rupie per dollaro nel giugno 1998.
La rupia è attualmente una valuta liberamente convertibile, ma è commerciata con un valore più basso rispetto al suo valore ufficiale (PPP-based valuation), a causa della sua continua alta inflazione. Ad esempio nell'agosto 2006, 1 dollaro statunitense valeva circa Rp 9100. All'interno dell'Indonesia la valuta preferita è il dollaro statunitense. Altre valute sono soggette a rilevanti escursioni del loro valore.

### Monete
Le monete sono state reintrodotte nel 1970, con pezzi da 1, 2 e 5 rupie, cui si sono aggiunti quelli da 10, 25 e 50 rupie nel 1971 e quello da 100 rupie nel 1973. Dal 1991 è stata introdotta una nuova monetazione costituita dalle monete da 25, 50, 100, 500 e 1000 rupie. La moneta da 200 rupie è stata introdotta nel 2003.
Attualmente ci sono due serie in circolazione: alluminio-bronzo e monete bi-metalliche del 1991-1998 e monete in alluminio leggero dal 1999 in poi. A causa del basso valore e della carenza di moneta di piccolo taglio (sotto a 100 rupie) è frequente ricevere come resto caramelle.
| Monete della rupia indonesiana Archiviato il 4 giugno 2008 in Internet Archive. | Monete della rupia indonesiana Archiviato il 4 giugno 2008 in Internet Archive. | Monete della rupia indonesiana Archiviato il 4 giugno 2008 in Internet Archive. | Monete della rupia indonesiana Archiviato il 4 giugno 2008 in Internet Archive. | Monete della rupia indonesiana Archiviato il 4 giugno 2008 in Internet Archive. | Monete della rupia indonesiana Archiviato il 4 giugno 2008 in Internet Archive. | Monete della rupia indonesiana Archiviato il 4 giugno 2008 in Internet Archive. | Monete della rupia indonesiana Archiviato il 4 giugno 2008 in Internet Archive. | Monete della rupia indonesiana Archiviato il 4 giugno 2008 in Internet Archive. |
| Valore                                                                          | Serie                                                                           | Diametro                                                                        | Spessore                                                                        | Peso                                                                            | Materiale                                                                       | Dritto                                                                          | Rovescio                                                                        |                                                                                 |
| ------------------------------------------------------------------------------- | ------------------------------------------------------------------------------- | ------------------------------------------------------------------------------- | ------------------------------------------------------------------------------- | ------------------------------------------------------------------------------- | ------------------------------------------------------------------------------- | ------------------------------------------------------------------------------- | ------------------------------------------------------------------------------- | ------------------------------------------------------------------------------- |
| Rp 1                                                                            | 1970                                                                            | 22mm                                                                            | 1,4mm                                                                           | 1,42g                                                                           | Alluminio                                                                       | Uccello Sikatan                                                                 | "1"                                                                             |                                                                                 |
| Rp 2                                                                            | 1970                                                                            | ?mm                                                                             | ?mm                                                                             | ?g                                                                              | Alluminio                                                                       | Ramo con frutti                                                                 | "2"                                                                             |                                                                                 |
| Rp 5                                                                            | 1970                                                                            | ?mm                                                                             | ?mm                                                                             | ?g                                                                              | Alluminio                                                                       | Uccello Drongo (Dicrurus macrocercus)                                           | "5"                                                                             |                                                                                 |
| Rp 5                                                                            | 1974                                                                            | ?mm                                                                             | ?mm                                                                             | ?g                                                                              | Alluminio                                                                       | Logo della programmazione familiare                                             | "5"                                                                             |                                                                                 |
| Rp 5                                                                            | 1979                                                                            | 23mm                                                                            | 1,7mm                                                                           | 1,38g                                                                           | Alluminio                                                                       | Logo della programmazione familiare                                             | "5"                                                                             |                                                                                 |
| Rp 10                                                                           | 1971                                                                            | ?mm                                                                             | ?mm                                                                             | ?g                                                                              | Rame/Nichel                                                                     | Ramo con frutti                                                                 | "10"                                                                            |                                                                                 |
| Rp 10                                                                           | 1974                                                                            | ?mm                                                                             | ?mm                                                                             | ?g                                                                              | Alluminio/Bronzo                                                                | Logo della programmazione familiare                                             | "10"                                                                            |                                                                                 |
| Rp 10                                                                           | 1979                                                                            | ?mm                                                                             | ?mm                                                                             | ?g                                                                              | Alluminio                                                                       | Logo della programmazione familiare                                             | "10"                                                                            |                                                                                 |
| Rp 25                                                                           | 1971                                                                            | 20mm                                                                            | ?mm                                                                             | ?g                                                                              | Rame/Nichel                                                                     | ?                                                                               | Valore                                                                          |                                                                                 |
| Rp 25                                                                           | 1991+                                                                           | 18mm                                                                            | 1,98mm                                                                          | 1,22g                                                                           | Alluminio                                                                       | Garuḍa                                                                          | Frutto del "pala"                                                               |                                                                                 |
| Rp 50                                                                           | 1971                                                                            | 24mm                                                                            | 1,58mm                                                                          | 3,18g                                                                           | Rame/Nichel                                                                     | ?                                                                               | Valore                                                                          |                                                                                 |
| Rp 50                                                                           | 1991                                                                            | 20mm                                                                            | ?mm                                                                             | ?g                                                                              | Alluminio/Bronze                                                                | Garuda                                                                          | "50" Drago di Komodo                                                            |                                                                                 |
| Rp 50                                                                           | 1999+                                                                           | 20mm                                                                            | 2mm                                                                             | 1,36g                                                                           | Alluminio                                                                       | Garuda                                                                          | "50" e uccello Kepondang                                                        |                                                                                 |
| Rp 100                                                                          | 1973                                                                            | ?mm                                                                             | ?mm                                                                             | ?g                                                                              | Rame/Nichel                                                                     | Abitazione                                                                      | Valore                                                                          |                                                                                 |
| Rp 100                                                                          | 1978                                                                            | ?mm                                                                             | ?mm                                                                             | ?g                                                                              | Rame/Nichel                                                                     | Abitazione                                                                      | Valore                                                                          |                                                                                 |
| Rp 100                                                                          | 1991                                                                            | ?mm                                                                             | ?mm                                                                             | ?g                                                                              | Alluminio/Bronzo                                                                | Garuda                                                                          | Bovini in corsa                                                                 |                                                                                 |
| Rp 100                                                                          | 1999+                                                                           | 23mm                                                                            | 2mm                                                                             | 1,79g                                                                           | Alluminio                                                                       | Garuda                                                                          | Cacatua delle palme                                                             |                                                                                 |
| Rp 200                                                                          | 2003                                                                            | 25mm                                                                            | 2,3mm                                                                           | 2,38g                                                                           | Alluminio                                                                       | Garuda                                                                          | Storno di Bali                                                                  |                                                                                 |
| Rp 500                                                                          | 1991                                                                            | 24mm                                                                            | 1,83mm                                                                          | 5,34g                                                                           | Alluminio/Bronzo                                                                | Garuda                                                                          | ?                                                                               |                                                                                 |
| Rp 500                                                                          | 1994                                                                            | 24mm                                                                            | 1,83mm                                                                          | 5,34g                                                                           | Alluminio/Bronzo                                                                | Garuda                                                                          | Gelsomino                                                                       |                                                                                 |
| Rp 500                                                                          | 2003                                                                            | 27mm                                                                            | 2,5mm                                                                           | 3,1g                                                                            | Alluminio                                                                       | Garuda                                                                          | Gelsomino                                                                       |                                                                                 |
| Rp 1000                                                                         | 1993                                                                            | 26mm                                                                            | 2mm                                                                             | 8,6g                                                                            | Moneta bimetallica Nichel e Bronzo                                              | Garuda                                                                          | "1000" e Palma da olio                                                          |                                                                                 |

### Banconote

5000 rupiah

La seconda rupia all'inizio era formata da una serie di banconote emesse dalla Bank Indonesia (datate 1964) con i tagli da 1 sen fino a 10.000 rupie. Dopo questa prima emissione le banconote di valore inferiore a 100 rupie furono sostituite da monete. Nel 1992 e nel 1993 furono introdotte banconote da 20.000 e 50.000 rupie, seguite da quella da 100.000 rupie nel 1999 nel 2009 quella da 2.000 rupie.
Attualmente sono in corso due serie: la serie del 2004–2005 sta gradualmente sostituendo quella del 1998–2001. Le banconote stampate prima del 1997 non hanno più corso legale ma possono essere cambiate agli sportelli della Bank Indonesia. Poiché la banconota di minor valore vale circa US$0,10, anche piccole transazioni, come il pagamento di una corsa in autobus, sono generalmente condotte con banconote e il biglietto da 1.000 rupie è più comune della moneta corrispondente.
Le banconote indonesiane sono normali banconote cartacee, anche se sono state emesse in polimeri in due occasioni. Nel 1993 sono state emesse 5 milioni di banconote in polimeri dal valore di 50 000 rupie nell'occasione della commemorazione dei "25 anni di sviluppo economico": al fronte è raffigurato Suharto e sul verso l'aeroporto Sukarno-Hatta, con un aeroplano in fase di decollo a simboleggiare la crescita economica dell'Indonesia.
Anche la serie del 1999 da 100 000 è stata stampata in plastica/polimeri, emessa dato che secondo la Bank Indonesia la plastica dovrebbe essere più duratura e più difficile da contraffare. Tuttavia i biglietti non sono popolari alle agenzie bancarie perché i macchinari non sono in grado di contarle con esattezza e ci sono anche casi di biglietti che sono stati stampati attaccati tra loro a causa della temperatura dei macchinari. Di conseguenza la serie corrente (2004) è ora stampata su carta.
| Banconote della rupia indonesiana Archiviato il 4 giugno 2008 in Internet Archive. | Banconote della rupia indonesiana Archiviato il 4 giugno 2008 in Internet Archive. | Banconote della rupia indonesiana Archiviato il 4 giugno 2008 in Internet Archive. | Banconote della rupia indonesiana Archiviato il 4 giugno 2008 in Internet Archive. | Banconote della rupia indonesiana Archiviato il 4 giugno 2008 in Internet Archive. | Banconote della rupia indonesiana Archiviato il 4 giugno 2008 in Internet Archive. | Banconote della rupia indonesiana Archiviato il 4 giugno 2008 in Internet Archive. | Banconote della rupia indonesiana Archiviato il 4 giugno 2008 in Internet Archive. | Banconote della rupia indonesiana Archiviato il 4 giugno 2008 in Internet Archive. |
| Valore                                                                             | Serie                                                                              | Dimensioni                                                                         | Colore dominante                                                                   | Fronte                                                                             | Verso                                                                              | Filigrana                                                                          | Primo anno del valore                                                              | Disponibilità                                                                      |
| ---------------------------------------------------------------------------------- | ---------------------------------------------------------------------------------- | ---------------------------------------------------------------------------------- | ---------------------------------------------------------------------------------- | ---------------------------------------------------------------------------------- | ---------------------------------------------------------------------------------- | ---------------------------------------------------------------------------------- | ---------------------------------------------------------------------------------- | ---------------------------------------------------------------------------------- |
| Rp 100                                                                             | 1992                                                                               | 136 × 68mm                                                                         | Rosso                                                                              | Battello Phinisi                                                                   | Krakatoa                                                                           | Ki Hajar Dewantara                                                                 | 1964                                                                               | rara                                                                               |
| Rp 500                                                                             | 1992                                                                               | 140 × 68mm                                                                         | Verde                                                                              | Orang Utan                                                                         | Abitazione tradizionale del Kalimantan orientale                                   | H.O.S Cokroaminoto                                                                 | 1968                                                                               | rara                                                                               |
| Rp 1000                                                                            | 2000                                                                               | 141 × 65mm                                                                         | Blu                                                                                | Captain Pattimura                                                                  | isole Mutiara e Tidore                                                             | Cut Nyak Meutia                                                                    | 1968                                                                               | alta                                                                               |
| Rp 5 000                                                                           | 2001                                                                               | 143 × 65mm                                                                         | Verde e marrone                                                                    | Tuanku Imam Bonjol                                                                 | Donna che tesse                                                                    | Cut Nyak Meutia                                                                    | 1968                                                                               | alta                                                                               |
| Rp 10 000                                                                          | 2005                                                                               | 148 × 72mm                                                                         | Viola                                                                              | Sultan Mahmud Badaruddin II                                                        | Abitazione tradizionale della Sumatra meridionale                                  | Sultan Mahmud Badaruddin II                                                        | 1964                                                                               | alta                                                                               |
| Rp 20 000                                                                          | 2005                                                                               | 152 × 72mm                                                                         | Verde                                                                              | Otto Iskandardinata                                                                | Piantagione di tè                                                                  | Otto Iskandardinata                                                                | 1992                                                                               | alta                                                                               |
| Rp 50 000                                                                          | 2005                                                                               | 152 × 72mm                                                                         | Blu                                                                                | I Gusti Ngurah Rai                                                                 | Un tempio a Bali                                                                   | I Gusti Ngurah Rai                                                                 | 1993                                                                               | alta                                                                               |
| Rp 100 000                                                                         | 2005                                                                               | 151 × 65mm                                                                         | Rosso                                                                              | Sukarno e Mohammad Hatta                                                           | Sede dell'assemblea consultiva popolare                                            | Garuda Pancasila                                                                   | 1999                                                                               | alta                                                                               |

#### Caratteristiche di sicurezza

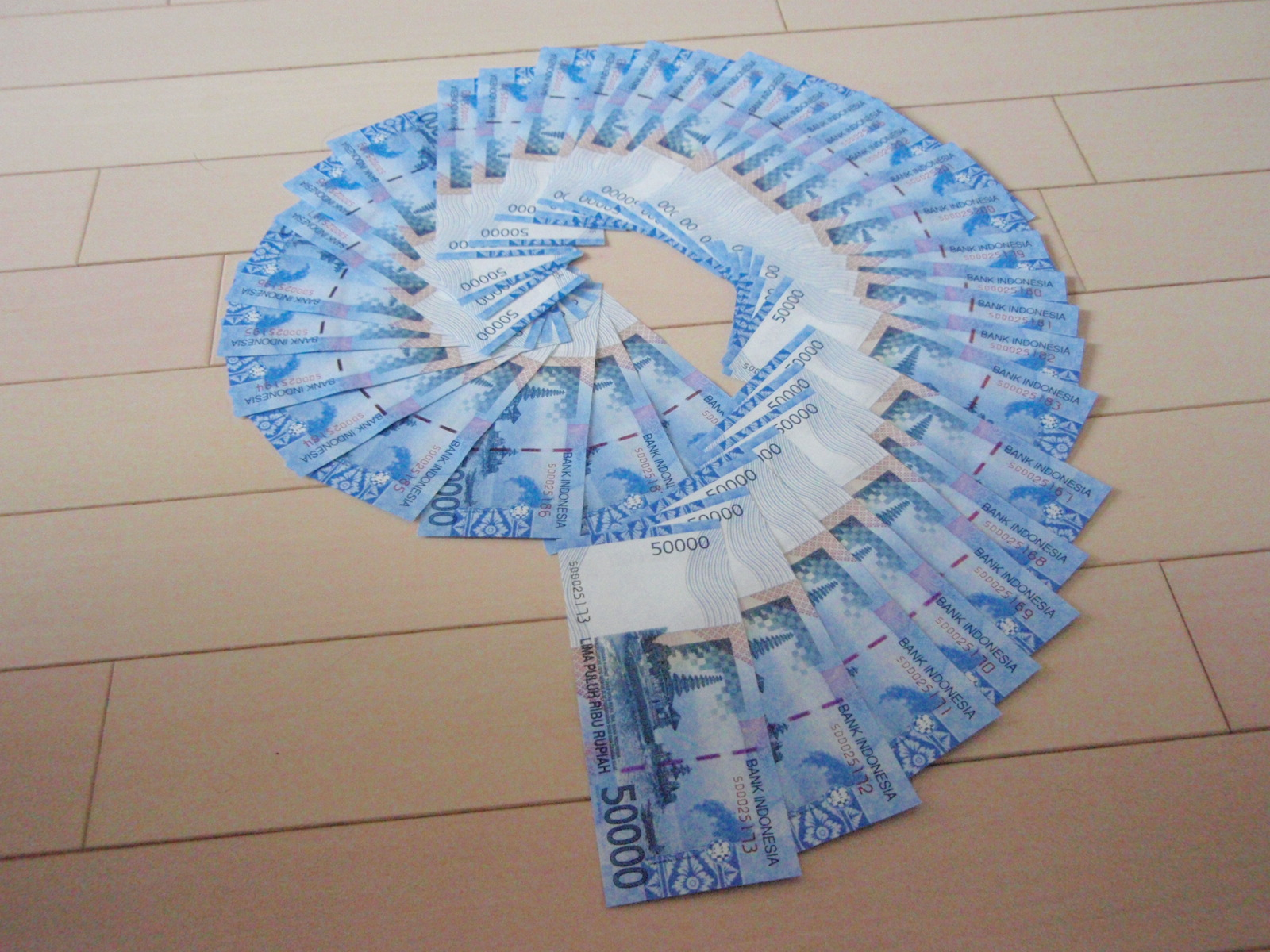
Una collezione di biglietti da 50 000 rupie che mostra le strisce di sicurezza.

- I materiali base delle banconote sono lunghe fibre di un tipo legno, o fibre di più legni differenti. Tuttavia il materiale preferito è la fibra di abaca (o canapa di Manila), che cresce facilmente in Indonesia e si ritiene che aumenti la durabilità delle banconote. Le banconote sono prodotte con un processo di riscaldamento che crea un unico tipo di pasta di legno.
- Le caratteristiche minime di sicurezza rilevabili a occhio nudo sono la filigrana, elettrotipi e strisce di sicurezza realizzate con fibre colorate. Inoltre altre caratteristiche possono essere ologrammi, Irisafe, strisce iridescenti ecc.
  - Filigrana ed elettrotipo sono posti per controllare lo spessore della densità delle fibre che creano particolari immagini nei biglietti, migliorandone anche l'estetica
  - Le strisce di sicurezza sono poste in mezzo al materiale delle banconote così da creare linee verticali ed orizzontali.